# Gavina grisa
La gavina grisa (Larus modestus) és un ocell marí de la família dels làrids (Laridae) d'hàbits costaners, cria a l'extremadament àrid desert d'Atacama, vivint la resta de l'any a la costa sud-americana del Pacífic, des de l'Equador i el Perú fins al sud de Xile.